# Melitta melittoides
Melitta melittoides är en biart som först beskrevs av Henry Lorenz Viereck 1909.  Melitta melittoides ingår i släktet blomsterbin, och familjen sommarbin. Inga underarter finns listade.